# Collevecchio
Collevecchio è un comune italiano di 1 615 abitanti della provincia di Rieti nel Lazio.

## Geografia fisica

### Territorio
Il territorio di Collevecchio si trova, sui terrazzi fluviali della Valle del Tevere, tra l'area della Città metropolitana di Roma a sud, e la regione Umbria a nord.

#### Acque
- Fiume Tevere.
- Torrente Aia.
- Torrente Campana
- Sorgente con fontanile Madonna del piano.
- Sorgente con fontanile comunale Collevecchio.
- Fontanile comunale Cicignano.
- Zona palustre Poggio Sommavilla.[4]
- Zona di confluenza tra il torrente Aia e il fiume Treja nel Tevere.[5]

### Clima
- Classificazione climatica: zona D, 1899 GR/G

## Storia
Le prime conferme di aggregazioni di popolazioni nell'odierno comune di Collevecchio risalgono al paleolitico che frequentavano la parte di confluenza tra i corsi d'acqua, Aia, Treja e il Tevere ed i terrazzi fluviali, dove il tufo, nell'attuale zona di Grappignano, Poggio Sommavilla, forma pianori e rupi.
Nell'età del bronzo si intensificano insediamenti di cultura protovillanoviananei costoni e nei pianori sopra la fascia che sovrasta il fiume Tevere
Nell'età del ferro nella zona di Poggio Sommavilla si insediano nuclei sparsi di capanne intervallate ad ampi spazi destinati alla coltivazione, nei pianori dei terrazzi fluviali che sovrastavano la valle del torrente Aia e quella del Tevere.

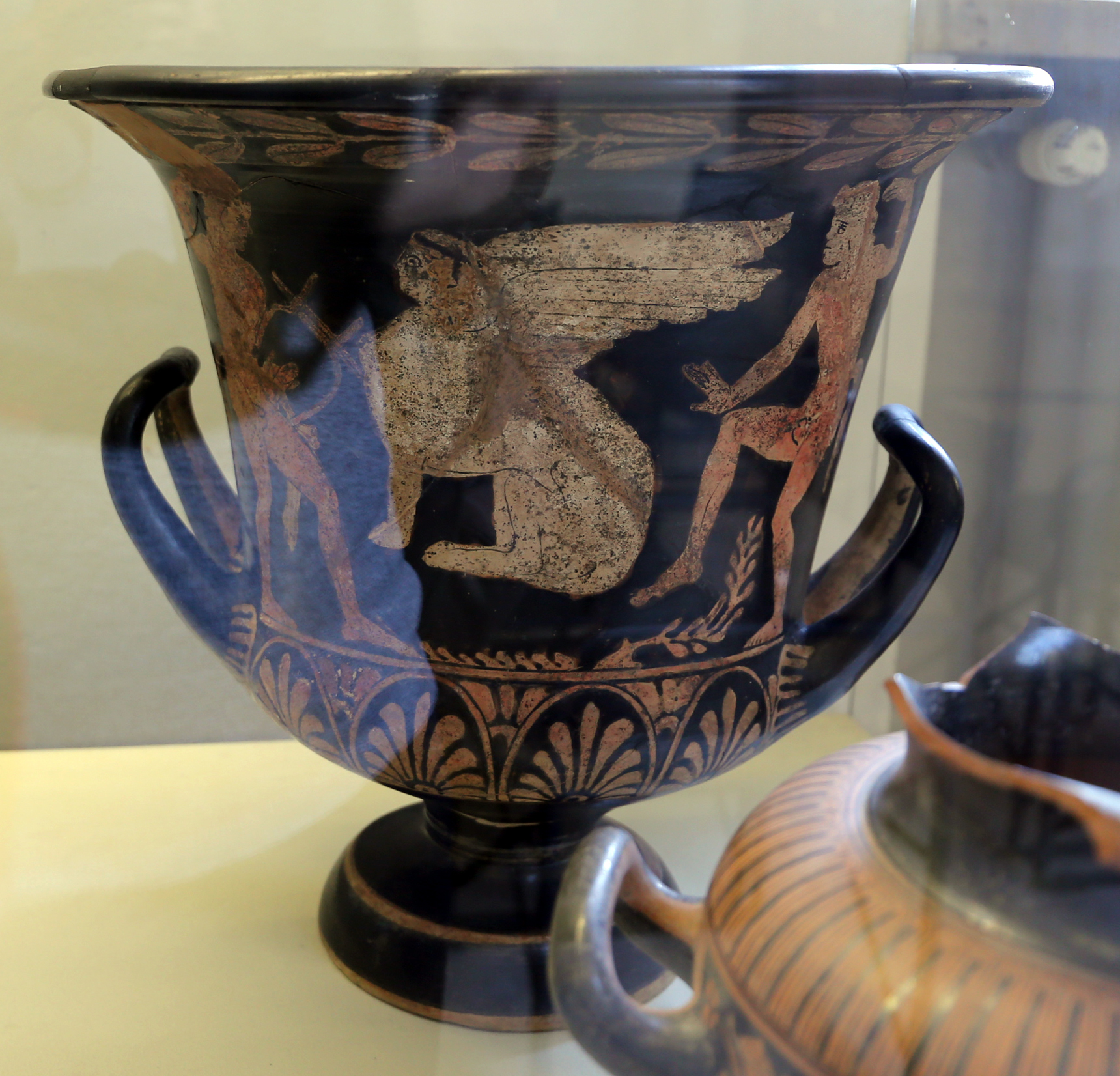
Cratere a calice a figure rosse, sfinge tra satiri che danzano e suonano la lira, V secolo a.C. Tomba 5 Necropoli di Poggio Sommavilla, Museo Archeologico di Parma

Nel periodo arcaico si occupa il pianoro di cima ed il pendio del colle, dove attualmente sorge il borgo di Poggio Sommavilla, in questa fase si verifica l'abbandono delle aree abitate alla base con la loro destinazione ad usi funerari.
Il complesso dell'insediamento, di cui ancora non si conosce il nome, interessava 25/30 ha, uno dei più grandi dell'età arcaica orientalizzante della Valle del Tevere.
È consolidata una costante attività di scambio con le popolazioni dell'opposta sponda del fiume i Falisci gli Etruschi e i Capenati.
Durante il periodo Romano Repubblicano, il centro arcaico di Poggio Sommavilla rimase attivo, verosimilmente fino all'epoca della distruzione da parte dell'esercito romano guidato dal tribuno consolare Marco Furio Camillo di Veio, Capena e di Falerii Veteres, città con le quali ebbe intensa continuità di rapporti nel corso della sua storia culturale. In questo periodo si genera una nuova organizzazione sociale ed urbana del territorio. Nelle parti più alte, nascono strutture abitative più complesse le villae, residenze estive dei patrizi, con abitazioni organizzate all'attività produttiva pars rustica che comprendeva un fondo generalmente in relazione agli schiavi posseduti. La distribuzione delle terre meno fertili veniva assegnata alla popolazione locale.
Nella Valle del torrente Aia, in località fontanile Madonna del Piano, dove sono visibili i resti della costruzione a Torre romana, si suppone sia stato parte di un insediamento a pianta militare romana poi trasformato in un Foro Romano dopo la distruzione del centro arcaico di Poggio Sommavilla.
In epoca romana imperiale, nella seconda metà del I secolo d.C. il territorio amministrato dall'odierno Comune di Collevecchio, fu assoggettato al municipio romano di Forum Novum assegnato alla tribù Crustumina, regio IV Samnium et Sabina, che cessa la propria funzione nella media età imperiale nel III secolo d.C. Ipotesi indicano il nome "Novum" in relazione al Foro romano di età repubblicana sorto dopo la distruzione da parte dei romani del centro arcaico di Poggio Sommavilla.
L'area si presume venne accorpata tra il 365 e il 399 d.C. circa, alla provincia romana Flaminia et Valeria della Dioecesis Italiciana imperiale suburbicaria. Nel 420 d.C. probabilmente nella provincia Valeria della Prefettura del pretorio diocesi d'Italia romana imperiale. Singolare è l'assetto catastale romano che accomuna ancora in età alto medioevale l'agro foronovano all'agro falisco direttamente collegato attraverso la valle del torrente Aia con l'asse viario della via Tiberina e del Treja alla Flaminia.
La cristianizzazione e le sistematiche incursioni dei popoli germanici accelerano il crollo dell'Impero romano, si verifica il fenomeno dell'incastellamento con la riutilizzazione dei siti romani esistenti, inizia il medioevo.

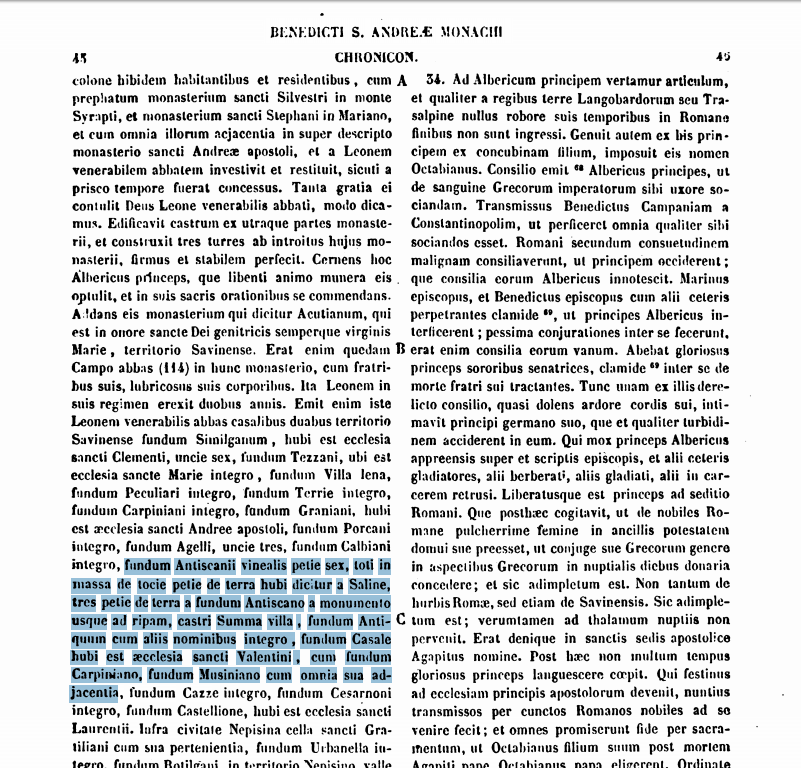
Chronicon 33 di Benedetto del Soratte p. 46, fundum Antiquum

Nel territorio odierno del comune di Collevecchio erano presenti alcuni agglomerati urbani tra cui il Fundu Antiquus con il casale de antiquo e la chiesa di San Valentino, la zona di colle Mozzano, fundum Musiniano connessa attraverso il fosso del Barcone alla località oggi chiamata Madonna del piano, dove sono presenti resti di una costruzione romana a Torre, Fundu Usianus (Sant'Anatolia), Casalia (Casaglia), Cicinianus (Cicignano), Fundu Carpinianu (Grappignano), Thoccie (Toccia), Cuphi (colle delle palme), Castri Summa Villa (Poggio Sommavilla - Poggetto). Ne dà testimonianza un passo del Chronicon 33 p. 46 scritto tra il 972 e il 1000 dal Monaco Benedetto del Soratte dell'abbazzia di Sant'Andrea in Flumine lungo la via Tiberina ai piedi del Soratte nella Valle del Tevere « Fundum Antiscanis, vinealis petite sex, toti in massa de Tocie petite de tera hubi dicutur a Saline, tres petite de terra a fundum Antiscanu a Monumento usque ad ripam castri Summa Villa, fundum Antiquum cum aliis nominibus integro, fundum Casali hubi est ecclesia Sancti Valentini, cum fundu Carpiniano, fundum Musiniano cum omnia sua adiacentia ». Cioè: « sei pezze di terra del fondo Antiscano, tutte le pezze de terra nella Massa di Toccia dove si chiama Salina, tre pezze di terra del fondo Antiscano dal Monumento sino alla ripa sotto il castello di Poggio Sommavilla, il fondo Antico per intero con tutti i suoi vocaboli con il Casale ove è la chiesa di San Valentino, il fondo di Grappignano e il fondo Musiniano con tutte le sue adiacense ».
Papa Innocenzo IV con il breve del 10 dicembre 1253 autorizza i Mozzanesi a trasferirsi a Castrum Vetulum, l'attuale centro storico di Collevecchio.
Nel luglio 1283 fu occupato dal Comune di Narni e nel giugno venne ratificato un accordo in cui l'amministrazione giuridica passava sotto il controllo dei narnesi i quali potevano costruire una rocca con palazzo e torre, oggi possiamo identificarla con il palazzo Cerbelli ed il complesso di strutture che costituiscono il rione Martavello. Collevecchio contava circa 700 abitanti e 126 focolari.
Nella metà del Trecento Collevecchio ritorna nella sovranità della curia; in quel periodo il rettore risiedeva nella provincia del Patrimonio di San Pietro in Tuscia a Toscanella e il vice rettore risiedeva a Tarano.
Nel 1368 fu infeudato dagli Orsini.
L'umanesimo segna un'importante rinascita culturale e sociale, soprattutto a favore delle classi nobili, privilegiate da relazioni con l'allora Firenze dei Medici e personaggi delle gerarchie vaticane come Blosio Palladio, si determinarono le condizioni per cui Collevecchio diventò uno dei centri di riferimento, nella valle del Tevere.

Tra il 1605-1621 papa Paolo V scelse Collevecchio come sede del governatorato apostolico della provincia della Sabina con il tribunale le carceri e la cancelleria, trasferito nel 1816 per cedimenti strutturali del palazzo, nei sotterranei conserva carceri e strumenti di tortura accessibili dal portale della chiesa sconsacrata Pietro e Paolo. 

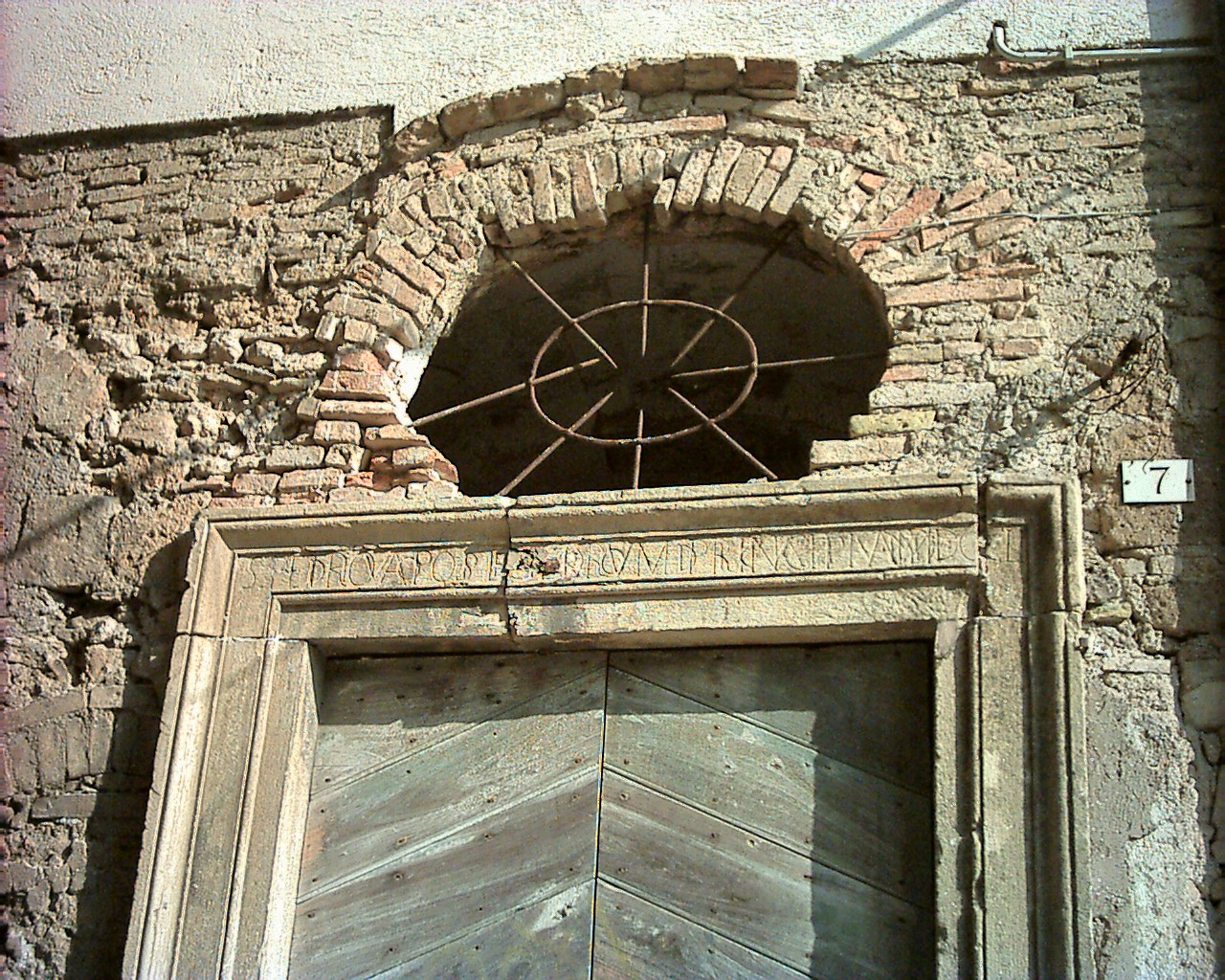
Accesso alle carceri sotterranee e agli strumenti di tortura del palazzo dell'ex governatorato apostolico della Sabina, portale chiesa sconsacrata Pietro e Paolo, Collevecchio 25 aprile 2003

Un'epigrafe posta sulla facciata del palazzo ne dà testimonianza:
- PAULUS V P.MAX/PROVINC.SAB IN GUBERN. ERETICA/JO ANT. MAXIMO V.S.R. PRAEFECTUS / FORUM APTAN. CARCERES/COSTRUEND. MANDAVIT/A. D. MDCV
- Paolo V Pont. Mass/ dopo la costruzione della provincia sabina, ordinò al governatore Giovanni Antonio Massimo di organizzare le carceri e il tribunale. Nell'anno del signore 1605.

Con la costituzione della provincia l'amministrazione civile e penale fu sottoposta al controllo delle istituzioni della curia, nelle località baronali i feudatari potevano organizzare autonomamente l'amministrazione pur sempre con il diritto di controllo della Chiesa.
Per i reati più gravi il governatore si limitava all'istruzione della causa che veniva decisa dal
tribunale della Sacra Consulta di Roma, le condanne poi venivano eseguite attraverso gli uffici governatoriali.
Una lapide in via Menichini ricorda l'esecuzione di:
- FRANCESCO CECCANI DETTO MOSCANTE PERE OMICIDIO IN PERSONA DEL VICEPODESTA' E FERITE AL Balivo DA/DELLA TERRA (il bargello capo dei birri) IN ODIO DI GIUSTIZIA ANO 1753.

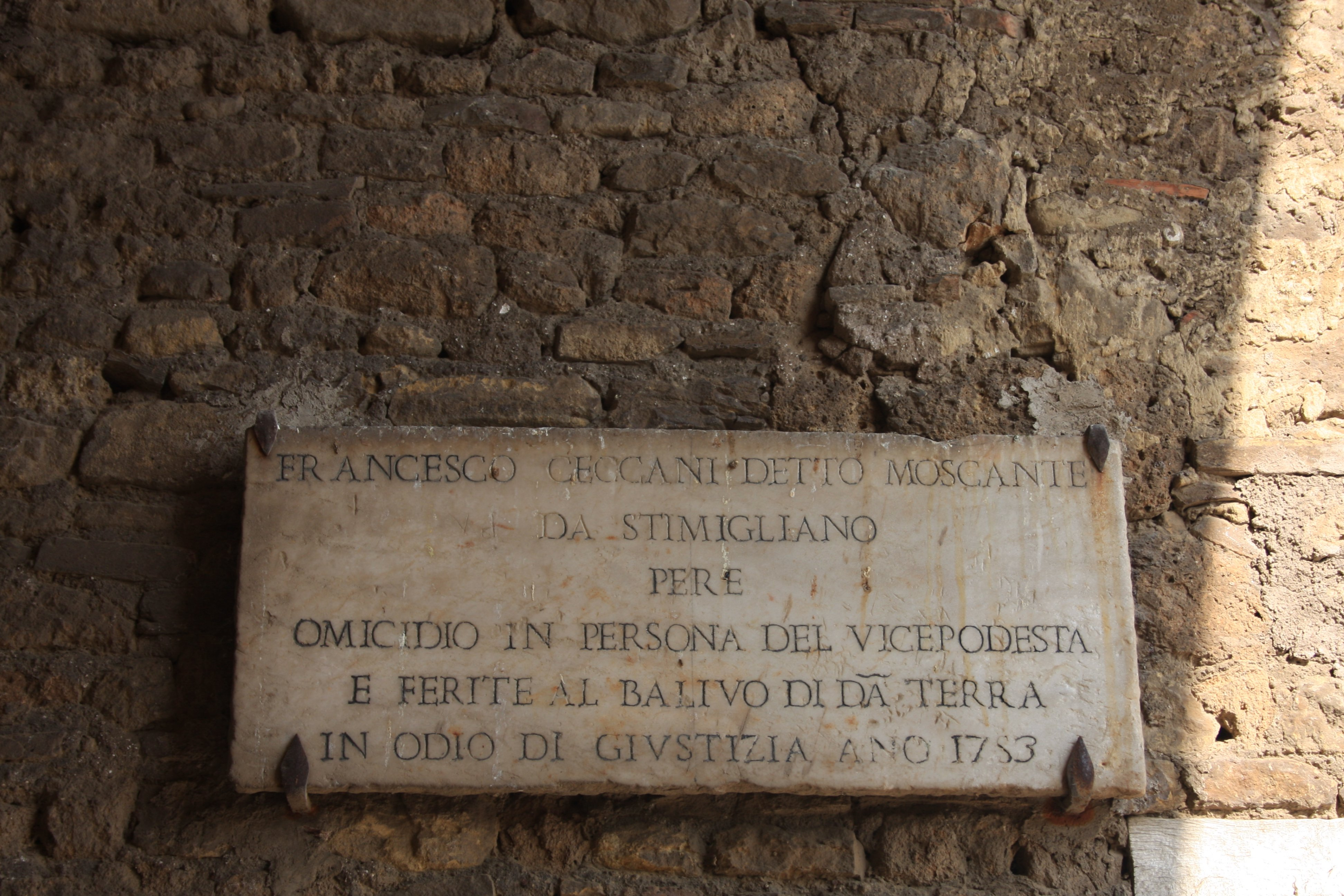
Lapide in via Menichini, ricorda un'esecuzione dell'anno 1753

Nell'ultimo periodo del governatorato, si ha la presenza del famoso boia dello Stato Pontificio, Giambattista Bugatti detto Mastro Titta che nelle sue memorie ricorda:
- 51 Felice Rovina, «impiccato» in Collevecchio li 7 luglio 1802, per avere strozzato un eremita che aveva drogato e poi stuprato la sua promessa sposa.
- 181 Gioacchino de Simoni, «
mazzola e squarto» in Collevecchio li 27 maggio 1816, per omicidio barbaro in persona della moglie.
- 356 Vincenzo Orlandi di Collevecchio, anni 47, per omicidio, ed altri delitti 1841.
- Una leggenda narra che un detenuto nelle carceri di Collevecchio evase con dei ceppi legati ai piedi da catene, questi arrivò a Cottanello dove vicino all'eremo di San Cataldo i ceppi miracolosamente si aprirono.

Collevecchio risulta fosse retto da un consiglio di circa trenta membri delle classi nobili, più il sindaco e due massari.
Nel periodo della restaurazione post-imperiale Napoleonica, 1816, il comune di Collevecchio, contava 475 abitanti e fu incluso nel distretto di Poggio Mirteto, dove venne trasferita la sede del governatorato apostolico.
Nel novembre del 1817, il cardinale Ercole Consalvi fu incaricato di definire il nuovo assetto istituzionale dei territori dello stato pontificio, Collevecchio divenne appodiato di Montebuono, per tornare poi autonomo, con appodiati Cicignano, Poggio Sommavilla, San Polo e Foglia (oggi frazione di Magliano Sabina), dipendente dal governatorato di Calvi dell'Umbria.
Durante il Risorgimento, l'insurrezione popolare del 1848 costrinse papa Pio IX alla fuga da Roma e al disfacimento dello Stato Pontificio, di cui il territorio del comune di Collevecchio faceva parte. Il 29 gennaio 1849 Giuseppe Garibaldi giunse a Rieti da Macerata, con un reparto di 500 garibaldini a difesa dell'Assemblea Costituente della Repubblica Romana. Tra le file dei volontari garibaldini si arruolarono anche abitanti del comune di Collevecchio e dei paesi circostanti.
Nel 1853 gli abitanti erano 919, dei quali 171 vivevano in campagna, le famiglie erano 191, 172 le case. Nel centro storico erano presenti un macello, due caffè, alcune osterie, una pizzicheria, una bottega di spiriti, una di cordaggi, altre due di ferri lavorati, una di merci diverse, due tinozzai, dei sarti, degli ebanisti, un muratore, un notaio, un medico, un chirurgo, la farmacia e la mola per il grano.
In seguito al plebiscito tenutosi il 4 novembre del 1860, il territorio del comune di Collevecchio divenne parte del Regno d'Italia, inserito nella provincia di Perugia; passò nel 1923 nella Provincia di Roma e nel 1927 alla provincia di Rieti.
Durante la seconda guerra mondiale, subito dopo l'armistizio dell'8 settembre 1943 si uniformarono i movimenti di Resistenza che si opponevano al nazifascismo, dando l'avvio alla guerra di liberazione italiana. Nell'area tra la valle del Tevere e il Monte Cosce e il Monte S.Pancrazio sono state operative le formazione partigiane Banda Strale autonoma e il Battaglione Giovanni Manni - Brigata Garibaldi "Gramsci", con azioni tra Lazio e l'Umbria. La Wehrmacht in ritirata dal comune di Collevecchio in direzione Calvi dell'Umbria costrinse Antonio Peloni, contadino, residente a Fianello frazione del comune di Montebuono a trasportare gli armenti con la "Traja" una slitta in legno trainata dagli animali, fu' ucciso dai nazisti insieme ai suoi animali il 05-06-1944 nel comune di Tarano presso il guado del torrente Campana sulla strada Costa dei Zoppi che scende da Cicignano frazione del comune di Collevecchio. Nel gennaio 1944 le formazioni partigiane operanti a Nord di Roma aderenti al CNL vengono riunite in tre Raggruppamenti a carattere regionale: Monte Soratte (Lazio), Gran Sasso (Abruzzo) e Monte Amiata (Toscana meridionale).
Nel periodo bellico dal 1940 al 1944 nel comune di Collevecchio vennero internati Ebrei stranieri (D14 - ACS, MI, Dgps, Dagr, Cat. A16 (Stranieri ed ebrei stranieri), b.53, f.63/1: "RIETI").

### Simboli
Lo stemma comunale, privo di formale decreto di concessione, si può blasonare: d'argento, a due bastoni nodosi al naturale, passati in croce di Sant'Andrea, legati da un nastro d'argento. I due bastoni decussati formano la croce del supplizio di sant'Andrea, patrono del comune. Il gonfalone si presenta come un drappo partito di bianco e verde.

## Monumenti e luoghi d'interesse

### Architetture religiose
- Convento di Sant'Andrea
- Chiesa parrocchiale di Santa Maria Annunziata - XII secolo
- Chiesa della Madonna del Rifugio
- Chiesa dei Cappuccini, nella quale è il dipinto con la Madonna in gloria coi santi Pietro, Francesco, Michele arcangelo, Andrea, Chiara e Lorenzo di Francesco da Castello.[34]

### Architetture civili
- Teatro comunale

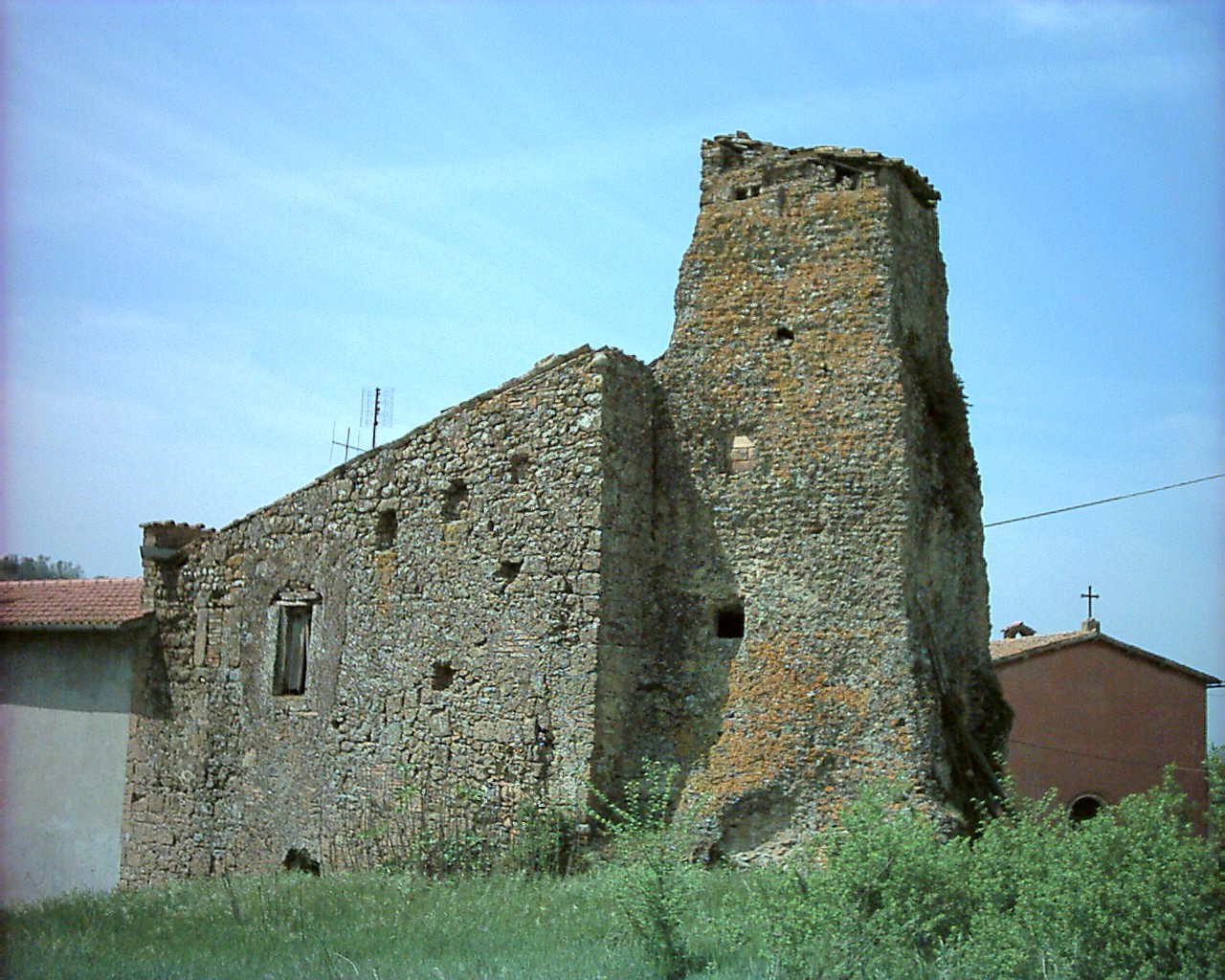
Torre Romana

- Palazzo del tribunale e carceri dello Stato pontificio
- Palazzo del Governatore Apostolico della provincia sabina
- Palazzo Pistolini-Menichini
- Porta romana
- Monumento ai caduti

### Siti archeologici
- Area archeologica di Grappignano

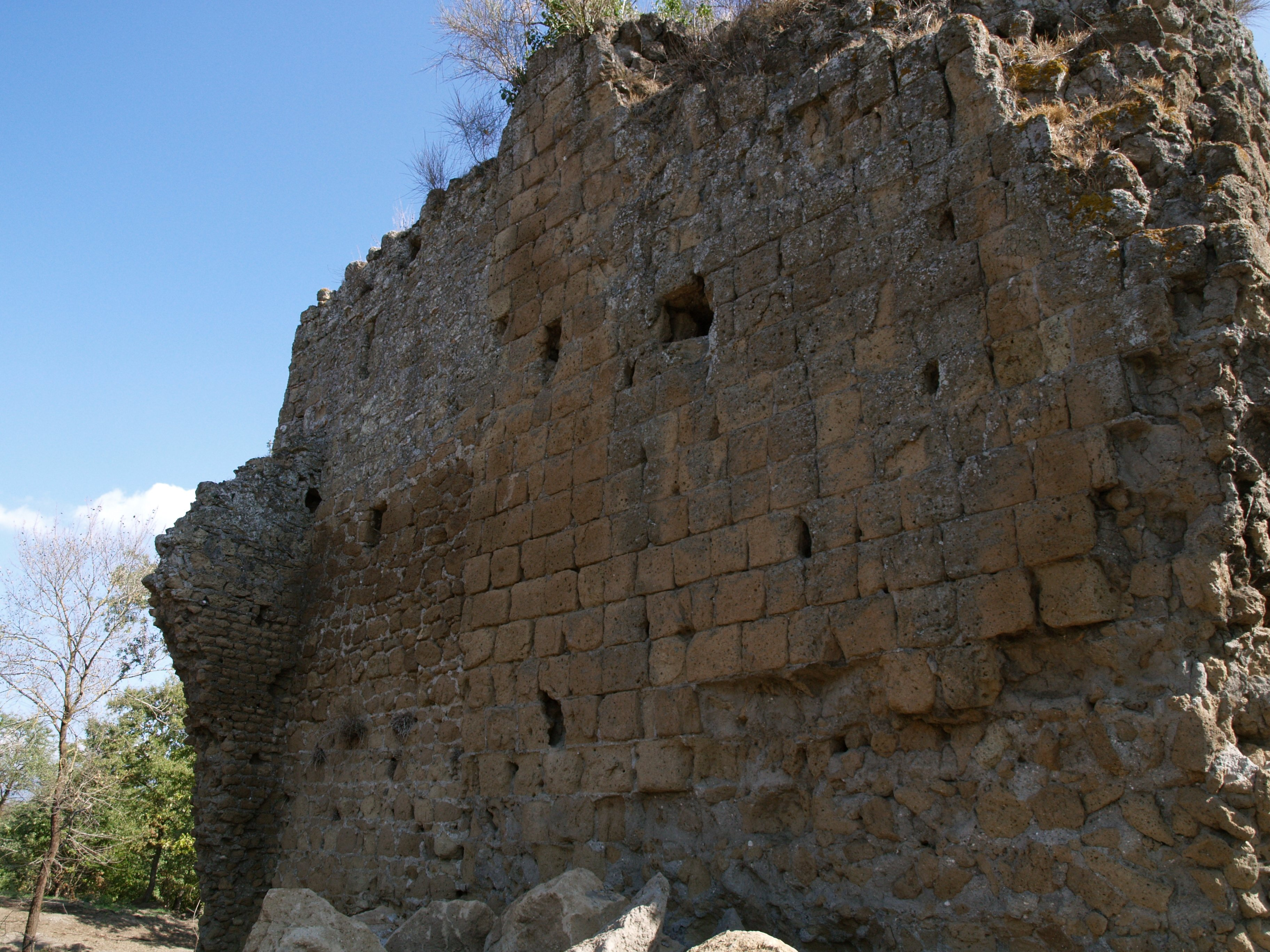
Mura di Grappignano

- Area archeologica di Poggio Sommavilla, abitato e Necropoli
- Area archeologica, Torre romana, chiesa della Madonna del piano con particolare fontanile

## Società

### Evoluzione demografica
Abitanti censiti

## Geografia antropica

### Frazioni
Nel territorio amministrato dal comune di Collevecchio si trovano le seguenti frazioni:
- Cicignano con una particolare cinta muraria circolare, sulla valle del torrente Campana;

- Poggio Sommavilla, area archeologica, costituito da insediamenti preistorico arcaici, abitato acropolare e Necropoli. I reperti trovati sono esposti in vari musei.

- Altre località sono: Colleselva, Madonna del Piano, San Prospero.

## Economia

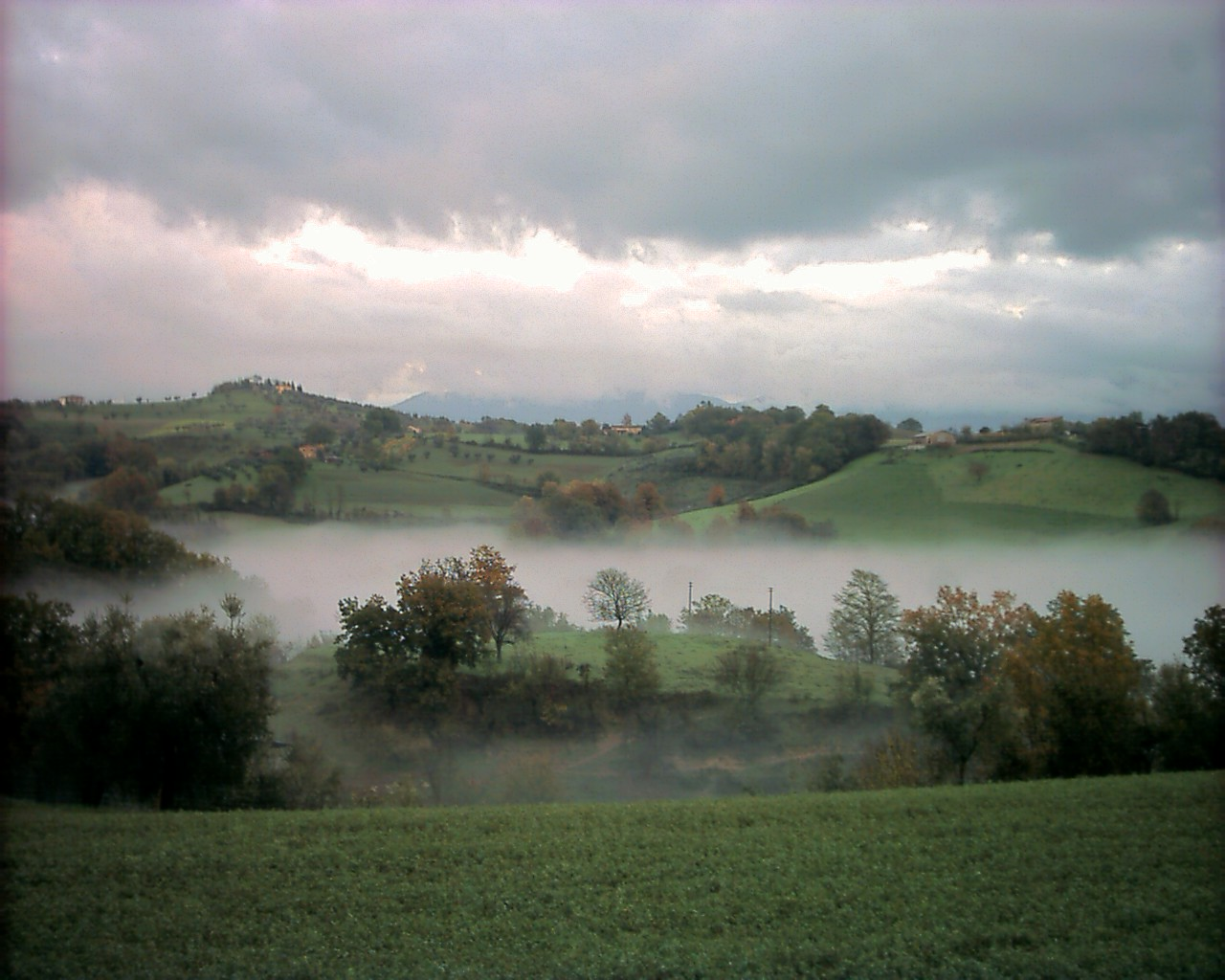
Colle Mozzano

L'economia ruota intorno all'agricoltura, in particolare si coltivano ulivi e vite, all'allevamento ovino e bovino, all'artigianato e alla cucina tipica, così che negli ultimi anni sono nate molte strutture che offrono accoglienza turistico-ricettiva. Tra le attività economiche più tradizionali, vi sono quelle artigianali, come la lavorazione e l'arte del ferro.

## Infrastrutture e trasporti

### Strade
Collevecchio è interessato dalla strada regionale 657, dalla strada provinciale 53 e dalla strada provinciale 51f.

### Ferrovie
Il comune è servito dalla stazione di Collevecchio-Poggio Sommavilla, una fermata ferroviaria posta sulla linea Firenze–Roma.

## Amministrazione
Nel 1923 passa dalla provincia di Perugia in Umbria, alla provincia di Roma nel Lazio, e nel 1927, a seguito del riordino delle circoscrizioni provinciali stabilito dal regio decreto n. 1 del 2 gennaio 1927, quando venne istituita dal fascismo la provincia di Rieti, Collevecchio passa a quella di Rieti.

### Primi cittadini (dal 2004)
| Periodo | Periodo   | Primo cittadino  | Partito      | Carica  | Note |
| ------- | --------- | ---------------- | ------------ | ------- | ---- |
| 2004    | 2009      | Enzo Rossi       | lista civica | Sindaco |      |
| 2009    | 2014      | Carlo Grappa     | lista civica | Sindaco |      |
| 2014    | 2019      | Federico Vittori | lista civica | Sindaco |      |
| 2019    | in carica | Federico Vittori | lista civica | Sindaco |      |